# Circaseptano
En el ámbito de la cronobiología el término circaseptano, o CS hace referencia a actividades o procesos que ocurren en ciclos fisiológicos de aproximadamente una semana. 
Estos ciclos se han demostrado en plantas y animales en su crecimiento normal.
Este ritmo forma parte por definición  de los ritmos infradianos que son  aquellos cuyo periodo es mayor a 24 horas.

## Efectos sobre la fisiología
Los metabolitos urinarios de excreción de 17-cetoseteroides, en el hombre sano, revelaron que la excreción de estos metabolitos hormonales tienen picos en miércoles o jueves.

Variables relacionadas con el sistema vascular muestran prominentes cambios  circaseptanos, además de otros componentes de su estructura de tiempo o cronomo, la cual se encuentra genéticamente anclada.

Otro ejemplo de actividad circaseptana es el rechazo de trasplantes de órganos o de implantes en el organismo.
El descubrimiento de estos ritmos en el ser humano, abre la puerta para una nueva agenda en la medicina preventiva.